# 清水一輝
清水 一輝（しみず かずき、1992年4月26日 - ）は、愛知県春日井市出身の自転車競技・マウンテンバイクレース、ダウンヒル選手。

## 来歴
ジュニア時代から7年アキ・ファクトリー・チームで活動。2009年全日本選手権ダウンヒルジュニアクラスで優勝。エリートになった2011年と続く2012年に全日本選手権ダウンヒルの二連覇を果たした。更に2012年アジア選手権でアジア王者になった。2012年6月より、三重県多気町の職員となり、勢和の森MTBパークの設営などに携わっている。2014年にイギリスのマディソン・サラセン・ファクトリーチームに移籍し、世界を転戦。翌年、インドネシアのパトロールマウンテンFJCダウンヒルチームに移籍。 2016年、3年にわたる銀メダルを経て四年ぶりに二度目のアジア選手権優勝。2017年は日本でのレース活動を再開し、Coupe du Japon MTBでシリーズ優勝を獲得。2019年より全日本選手権ダウンヒル三連覇を達成した。

## 主な戦歴
2011年
- 全日本マウンテンバイク選手権大会・ダウンヒル 優勝
- JCF ジャパンシリーズ 総合3位
- JCF ナショナルポイントランキング 総合1位

2012年
- 全日本マウンテンバイク選手権大会・ダウンヒル 優勝[4]
- アジアマウンテンバイク選手権大会・ダウンヒル 優勝[5]
- JCF ジャパンシリーズ 総合2位
- JCF ナショナルポイントランキング 総合2位

2013年
- アジアマウンテンバイク選手権大会・ダウンヒル 2位
- JCF ジャパンシリーズ 総合1位
- JCF ナショナルポイントランキング 総合1位

2014年
- アジアマウンテンバイク選手権大会・ダウンヒル 2位

2015年
- アジアマウンテンバイク選手権大会・ダウンヒル 2位

2016年
- 全日本マウンテンバイク選手権大会・ダウンヒル 2位
- アジアマウンテンバイク選手権大会・ダウンヒル 優勝[6]

2017年
- 全日本マウンテンバイク選手権大会・ダウンヒル 2位
- アジアマウンテンバイク選手権大会・ダウンヒル 3位
- ナショナル ランキング  総合1位
- Coupe du Japon ランキング  総合1位

2018年
- 全日本マウンテンバイク選手権大会・ダウンヒル 2位
- アジアマウンテンバイク選手権大会・ダウンヒル 3位

2019年
- 全日本マウンテンバイク選手権大会・ダウンヒル 1位
- アジアマウンテンバイク選手権大会・ダウンヒル 4位

2020年
- 全日本マウンテンバイク選手権大会・ダウンヒル 1位

2021年
- 全日本マウンテンバイク選手権大会・ダウンヒル 1位